# 少卫增四
HD 210873，又名BD+71 1112，SAO 10267、HR 8473，是一颗恒星，视星等为6.37，位于銀經111.17，銀緯13.03，其B1900.0坐标为赤經22h 8m 17.6s，赤緯+71° 13.03′ 8″。